# کاونا
کاونا (به آلمانی: Kayna) یک منطقهٔ مسکونی در آلمان است که در تسایتس واقع شده‌است. کاونا ۱٬۴۸۳ نفر جمعیت دارد.